# Sekhoane Moerane
Sekhoane Moerane (ur. 18 września 1997) – sotyjski piłkarz grający na pozycji bramkarza. Jest wychowankiem klubu Lesotho Mounted Police Service FC.

## Kariera klubowa
Swoją karierę piłkarską Moerane rozpoczął w klubie Lesotho Mounted Police Service FC. W sezonie 2017/2018 zadebiutował w nim w pierwszej lidze sotyjskiej.

## Kariera reprezentacyjna
W reprezentacji Lesotho Moerane zadebiutował 13 października 2019 w zremisowanym 1:1 towarzyskim meczu z Malawi, rozegranym w Maseru.